# 간
간(肝, 고유어: 애) 또는 간장은 동물의 주요 생체 기관 중 하나로, 대표적으로 해독 작용을 하며, 단백질을 합성하고, 양분을 저장하며, 쓸개즙, 요소 등을 생성한다. 간은 생존에 필요하다. 현재로서는 오랜 기간 간의 손실을 메울 수 있는 방법은 없다. 다만, 단기간에는 인공투석을 사용할 수 있다.
간은 모든 내장 기관 중 가장 크다. 간은 물질대사에서 주요 역할을 담당하며, 글리코겐의 저장, 적혈구의 분해, 혈청 단백질의 합성, 호르몬 생산, 해독작용 등 기타 여러 역할을 한다. 간은 배에서 복부-골반 부분의 횡격막 아래에 놓여 있다. 간은 지질의 유화로 소화를 돕는 알칼리성의 혼합물인 담즙을 생산한다. 간의 고도로 전문화된 조직들은 작고 복잡한 분자들의 합성과 분해와 같은 매우 다양한 대량의 생화학적 작용을 조절하며, 이들은 평상시의 주요 기능을 위해 필요하다.

## 인체의 간
간은 소화관의 일부가 잘록해져서 발생한 일종의 선(腺)이다. 몸의 오른쪽으로 약간 치우친 곳에 위치하며, 윗면은 횡격막에 아랫면은 위·십이지장·횡행 결장 등에 접해 있다. 크기는 성인의 경우 무게가 약 1.2 kg, 좌우 지름이 약 25 cm, 앞뒤 지름이 약 14 cm, 높이가 약 7cm이다.

### 내부 구조
간 내부의 입체적 구조는 매우 복잡하다. 보통 간 소엽(小葉)이라는 단위 구조가 집합해 있는 것으로 간주된다. 간소엽은 중앙에 있는 하나의 중심 정맥과 여기에 모세혈관을 내보내는 세 개의 소엽간 정맥으로 구성되어 있다. 소엽간 정맥은 문맥에서 가지가 갈라져 나와서 생긴 마지막 가지이다. 중심 정맥은 인접해 있는 것이 모여 마지막으로 여러 개의 간정맥이 되고, 하대(下大) 정맥에 들어간다. 소엽간 정맥에서 나온 모세혈관 주위는 늘어선 간세포로 둘러싸여 있으며, 혈액 속의 물질은 여기에서 간세포에 흡수된다. 간세포에서 처리된 물질은 여기에서 혈액 속에 분비된다. 쓸개즙은 간세포 사이의 작은 틈(모세 담관)으로 분비되고, 소엽간 담관에 모여 총간관이 되어 간에서 나온다.

## 역할
간은 소화를 직접 담당하는 기관은 아니지만, 쓸개즙을 생산하여 지방의 소화, 흡수를 돕는 작용을 한다. 또 물질의 저장, 요소·요산 등의 노폐물 생성, 음식물과 함께 흡수된 유독 물질의 해독 작용 등, 여러 가지 물질의 합성과 분해가 일어나므로, 몸 속의 화학 공장이라 불릴 만큼 중요한 곳이다. 이상과 같이 동물의 소화 기관은 그 발달 단계나 식성에 따라 구조와 작용이 다르지만, 일반적으로 소화 기관에서는 소화기의 운동에 의한 기계적 소화, 소화액에 의한 화학적 소화 및 소화된 양분의 흡수 작용이 이루어진다.

### 인체내 작용
인체의 간은 다음과 같은 역할을 한다.
대사 작용
소화관에서 흡수된 것은 모두 간으로 들어가는데, 여기서 다음과 같은 각종 처리를 받는다.
- 중간 대사: 아미노산·지방산을 분해한다. 당은 글리코겐으로 저장되고, 필요에 따라 방출한다. 이 작용은 이자에서 분비되는 호르몬인 인슐린과 글루카곤에 따라 좌우된다.
- 해독 작용: 인체에 유해한 물질이 흡수되거나 생성된 경우 이물질을 무해한 것으로 변화시킨다. 단백질이 분해될 때 생성되는 유독 물질인 암모니아는 독성이 없거나 상대적으로 적은 요소 및 요산으로 변환된다.
- 혈구 처리: 수명이 다한 혈구를 파괴하고 그 뒤처리를 한다. 예를 들어 헤모글로빈의 헴은 철을 빼앗겨 빌리루빈이 되고, 쓸개즙 색소로 배출된다.

외분비 작용
쓸개즙의 생산과 분비를 담당한다. 쓸개즙은 지방 등의 소화에 도움을 주는 소화액이다.

## 질병
간에 암이 생기는 것을 간암이라고 부른다. 간암에 걸린 사람은 건강한 사람의 간을 이식해야 한다.
이외에도 지방간, 간염 등 다양한 질병들이 있다.
이를 예방하거나 개선하는 방법으로는 적정 체중 유지, 식습관 개선, 금주, 약물 과다 복용 금지 등이 있다.

## 간과 관련된 속담
- 간이 콩알만해지다 : '몹시 두려워지거나 무서워지다.'라는 뜻이다.

- 벼룩의 간(선지)을 빼먹다 : 하는 짓이 몹시 잘거나 인색함을 비유적으로 이르는 말이다. 혹은 극히 적은 이익도 악착같이 뜯어간다.는 뜻도 있다.
- 애가 탄다 : '애'는 순우리말로 간을 의미한다.

## 같이 보기
- 담즙
- 간기능 검사
- 간암
- 간염
- 간경변
- 간부전
- 지방간